# Пояна (Арад)
Пояна (рум. Poiana) — село у повіті Арад в Румунії. Входить до складу комуни Вирфуріле.
Село розташоване на відстані 356 км на північний захід від Бухареста, 89 км на схід від Арада, 99 км на південний захід від Клуж-Напоки, 114 км на північний схід від Тімішоари.

## Населення
За даними перепису населення 2002 року у селі проживали 213 осіб, з них 212 осіб (99,5%) румунів. Усі жителі села рідною мовою назвали румунську.